# OpenHAB
openHAB és una plataforma o entorn de programari lliure i de codi obert amb l'objectiu d'implementar un sistema de control domèstic d'internet de les coses. openHAB es pot emprar en sistemes que executen java 8 com Windows, Linux, Mac OS X, Raspberry Pi i PINE64.

## Propietats
- openHAB és un sistema basat en la infraestructura anomenada Eclipse SmartHome[5]
- openHAB està codificat totalment en llenguatge java i empra Apache Karaf[6] juntament amb l'Ecipse Equinox together with Eclipse Equinox i un servidor web HTTP d'Eclipse anomenat Jetty.

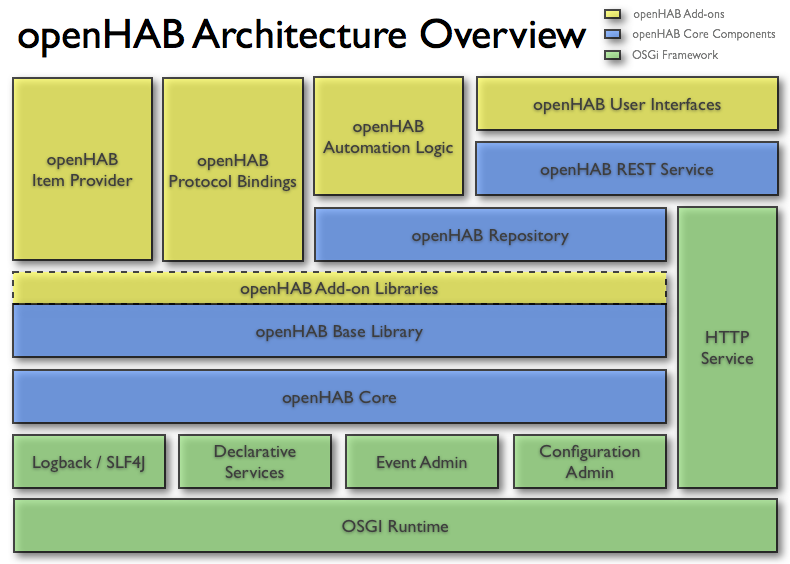
Fig.1 Diagrama de l'arquitectura openHAB